# Convocazioni all'European League 2004
Elenco dei giocatori convocati per l'European League 2004.

## Croazia
| N° | Nome                | Ruolo | Data di nascita   | Squadra           |
| -- | ------------------- | ----- | ----------------- | ----------------- |
| -  | ?                   | All   | -                 | -                 |
| -  | Ivan Ćosić          | C     | 21 febbraio 1984  | ?                 |
| -  | Tomislav Čošković   | S     | 22 aprile 1979    | Rennes            |
| -  | Vadim Evtoukhovitch | C     | 14 ottobre 1975   | Chaumont          |
| -  | Kristijan Gotal     | P     | 21 luglio 1980    | Varaždin          |
| -  | Teodor Hirš         | ?     | 6 luglio 1979     | Moerser           |
| -  | Toni Kovačević      | S     | 15 gennaio 1983   | Friedrichshafen   |
| -  | Inoslav Krnić       | P     | 14 gennaio 1979   | Halkbank          |
| -  | Jure Kvesič         | P     | 6 febbraio 1978   | Leipzig           |
| -  | Igor Omrčen         | O     | 26 settembre 1980 | Parma             |
| -  | Tihomir Polgar      | S     | 17 gennaio 1980   | Everbeur          |
| -  | Dragan Puljič       | C     | 17 settembre 1984 | Mursa Osijek      |
| -  | Roko Sikirić        | S     | 22 agosto 1981    | Vienna hotVolleys |
| -  | Mario Streleč       | L     | 19 maggio 1980    | HAOK Mladost      |
| -  | Šime Vulin          | C     | 4 agosto 1983     | HAOK Mladost      |
| -  | Mario Zelić         | C     | 18 luglio 1981    | Friedrichshafen   |

## Finlandia
| N° | Nome                 | Ruolo | Data di nascita   | Squadra               |
| -- | -------------------- | ----- | ----------------- | --------------------- |
| -  | Timo Hoivala         | All   | -                 | -                     |
| -  | Marko Aho            | O     | 2 febbraio 1977   | Napapiirin Palloketut |
| -  | Mikko Esko           | P     | 3 settembre 1978  | Maaseik               |
| -  | Janne Heikkinen      | C     | 11 aprile 1976    | Vienna hotVolleys     |
| -  | Miika Heikkinen      | C     | 6 agosto 1977     | Sempre Padova         |
| -  | Matti Hietanen       | S     | 3 gennaio 1983    | Tampereen Isku        |
| -  | Tapio Kangasniemi    | L     | 7 marzo 1979      | Tampereen Isku        |
| -  | Tony Kankaanpää      | S     | 18 marzo 1984     | Korson Veto           |
| -  | Timo Keisala         | S     | 23 maggio 1979    | Perungan Pojat        |
| -  | Olli Kunnari         | S     | 2 febbraio 1982   | Pielaveden Sampo      |
| -  | Lassepetteri Laurila | P     | 4 agosto 1973     | Korson Veto           |
| -  | Matti Ollikainen     | S     | 15 settembre 1980 | Tampereen Isku        |
| -  | Mika Pyrhönen        | S     | 23 agosto 1975    | Unterhaching          |
| -  | Sauli Silpo          | C     | 9 aprile 1983     | Raision Loimu         |
| -  | Antti Siltala        | S     | 14 marzo 1984     | Keski-Savon Pateri    |

## Germania
| N° | Nome               | Ruolo | Data di nascita  | Squadra         |
| -- | ------------------ | ----- | ---------------- | --------------- |
| -  | Stelian Moculescu  | All   | 6 maggio 1950    | Friedrichshafen |
| -  | Björn Andrae       | S     | 14 maggio 1981   | Piemonte        |
| -  | Frank Bachmann     | L     | 27 dicembre 1977 | Mendig          |
| -  | Eugen Bakumovski   | S     | 11 ottobre 1980  | Charlottenburg  |
| -  | Ralph Bergmann     | C/O   | 26 maggio 1970   | Roeselare       |
| -  | Frank Dehne        | P     | 14 febbraio 1976 | Rennes          |
| -  | Tim Elsner         | S     | 5 febbraio 1984  | Dürener         |
| -  | Sven Glinker       | S     | 24 gennaio 1981  | Bayer Wuppertal |
| -  | Robert Kromm       | S     | 9 marzo 1984     | Charlottenburg  |
| -  | Christian Pampel   | S     | 6 settembre 1979 | Loreto          |
| -  | Sebastian Prüsener | S     | 26 maggio 1982   | Charlottenburg  |
| -  | Jochen Schöps      | O     | 8 ottobre 1983   | Friedrichshafen |
| -  | Simon Tischer      | P     | 24 aprile 1982   | Mendig          |
| -  | Norbert Walter     | C     | 1º luglio 1979   | Parma           |
| -  | Georg Wiebel       | C     | 6 aprile 1977    | Mavoc           |

## Paesi Bassi
| N° | Nome                  | Ruolo | Data di nascita   | Squadra          |
| -- | --------------------- | ----- | ----------------- | ---------------- |
| -  | Bert Goedkoop         | All   | 15 febbraio 1956  | -                |
| -  | Johannes Bontje       | C     | 12 maggio 1981    | Nesselande       |
| -  | Albert Cristina       | C     | 10 novembre 1970  | Omniworld        |
| -  | Nico Freriks          | P     | 22 dicembre 1981  | Omniworld        |
| -  | Guido Görtzen         | S     | 9 novembre 1970   | Perugia          |
| -  | Jairo Hooi            | C     | 13 marzo 1978     | Dynamo Apeldoorn |
| -  | Robert Horstink       | S     | 26 dicembre 1981  | Dynamo Apeldoorn |
| -  | Marko Klok            | S     | 14 marzo 1968     | Nesselande       |
| -  | Wytze Kooistra        | C     | 3 giugno 1982     | Dynamo Apeldoorn |
| -  | Niels Koomen          | O     | 12 maggio 1984    | ?                |
| -  | Humphrey Krolis       | S     | 13 luglio 1984    | ?                |
| -  | Reinder Nummerdor     | S     | 10 settembre 1976 | 4 Torri Ferrara  |
| -  | Michael Olieman       | O     | 17 aprile 1983    | Capelle          |
| -  | René Reinaerts        | S     | 24 febbraio 1983  | Capelle          |
| -  | Erik Schuil           | S     | 16 ottobre 1977   | ?                |
| -  | Richard Schuil        | O     | 2 maggio 1973     | Capurso Gioia    |
| -  | Erik Siebers          | P     | 16 marzo 1981     | ?                |
| -  | Albertus Sturkenboom  | P     | 10 novembre 1983  | ?                |
| -  | Jeroen Trommel        | S     | 1º agosto 1980    | Omniworld        |
| -  | Mike van de Goor      | C     | 14 maggio 1973    | Dynamo Apeldoorn |
| -  | Allan van de Loo      | S     | 10 gennaio 1975   | Nesselande       |
| -  | Dennis Van der Veen   | C     | 19 febbraio 1982  | Beauvais         |
| -  | Christian Van der Wel | L     | 10 luglio 1978    | Nesselande       |
| -  | Kay van Dijk          | O     | 25 giugno 1984    | Zwolle           |
| -  | Hendrik van Gendt     | P     | 18 luglio 1974    | Nesselande       |
| -  | Desi van Waaijen      | L     | 20 maggio 1977    | Omniworld        |

## Rep. Ceca
| N° | Nome           | Ruolo | Data di nascita   | Squadra          |
| -- | -------------- | ----- | ----------------- | ---------------- |
| -  | Pavel Řeřábek  | All   | 21 maggio 1952    | -                |
| -  | Kamil Baránek  | S     | 2 maggio 1983     | Zlín             |
| -  | Ondřej Boula   | C     | 22 novembre 1977  | Dukla Liberec    |
| -  | Petr Habada    | L     | 23 settembre 1974 | České Budějovice |
| -  | Ondřej Hudeček | O     | 9 maggio 1981     | Cannes           |
| -  | Jiří Král      | C     | 8 luglio 1981     | Odolena Voda     |
| -  | Martin Lébl    | C     | 12 aprile 1980    | Perugia          |
| -  | Jakub Novotný  | S     | 20 aprile 1979    | Schio            |
| -  | Marek Novotný  | S     | 4 maggio 1978     | Cannes           |
| -  | Peter Pláteník | S     | 16 marzo 1981     | Maaseik          |
| -  | Michal Rak     | C     | 14 agosto 1979    | Trentino         |
| -  | Filip Rejlek   | O     | 10 maggio 1981    | Dukla Liberec    |
| -  | Jakub Rybnicek | O     | 31 gennaio 1983   | Kladno           |
| -  | Lubomir Staněk | C     | 5 luglio 1975     | Arago de Sète    |
| -  | Jan Štokr      | O     | 16 gennaio 1983   | Odolena Voda     |
| -  | Lukáš Ticháček | P     | 12 gennaio 1982   | Dukla Liberec    |
| -  | Jiří Zadražil  | C     | 12 novembre 1980  | Dukla Liberec    |
| -  | Petr Zapletal  | P     | 20 dicembre 1977  | Orestiada        |

## Russia
| N° | Nome                | Ruolo | Data di nascita   | Squadra             |
| -- | ------------------- | ----- | ----------------- | ------------------- |
| -  | Gennadij Šipulin    | All   | 29 aprile 1954    | Lokomotiv-Belogor'e |
| -  | Pavel Abramov       | S     | 23 aprile 1979    | Toray Arrows        |
| -  | Aleksandr Abrosimov | C     | 25 agosto 1983    | NOVA                |
| -  | Nikolaj Apalikov    | C     | 26 agosto 1982    | Lokomotiv-Izumrud   |
| -  | Roman Archipov      | P     | 8 novembre 1980   | Iskra Odincovo      |
| -  | Anton Astašenkov    | C     | 27 ottobre 1981   | Baltika             |
| -  | Sergej Baranov      | O     | 10 agosto 1981    | Lokomotiv-Belogor'e |
| -  | Jurij Berežko       | S     | 27 gennaio 1984   | Neftjanik Jaroslavl |
| -  | Aleksej Bovduj      | S     | 26 ottobre 1977   | Lokomotiv-Izumrud   |
| -  | Vadim Chamutckich   | P     | 26 novembre 1969  | Lokomotiv-Belogor'e |
| -  | Taras Chtej         | S     | 22 maggio 1982    | Dinamo Mosca        |
| -  | Stanislav Dinejkin  | O     | 10 ottobre 1973   | Treviso             |
| -  | Andrej Egorčev      | C     | 8 febbraio 1978   | Lokomotiv-Belogor'e |
| -  | Artëm Ermakov       | L     | 16 marzo 1982     | Dinamo Mosca        |
| -  | Denis Ignat'ev      | P     | 3 luglio 1978     | Baltika             |
| -  | Denis Kalinin       | S     | 28 aprile 1984    | MGTU Mosca          |
| -  | Aleksej Kazakov     | C     | 18 marzo 1976     | Trentino            |
| -  | Aleksandr Korneev   | S     | 11 settembre 1980 | Luč Mosca           |
| -  | Aleksandr Kosarev   | S     | 30 settembre 1977 | Lokomotiv-Belogor'e |
| -  | Arkadij Kozlov      | C     | 30 gennaio 1981   | Lokomotiv-Belogor'e |
| -  | Aleksej Kulešov     | C     | 24 febbraio 1979  | Lokomotiv-Belogor'e |
| -  | Sergej Latyšev      | S     | 27 aprile 1978    | Lokomotiv-Izumrud   |
| -  | Evgenij Petropavlov | L     | 11 gennaio 1983   | NOVA                |
| -  | Semën Poltavskij    | O     | 8 febbraio 1981   | Dinamo Mosca        |
| -  | Maksim Terëšin      | S     | 5 agosto 1979     | Dinamo Mosca        |
| -  | Sergej Tetjuchin    | S     | 23 settembre 1975 | Lokomotiv-Belogor'e |
| -  | Konstantin Ušakov   | P     | 24 marzo 1970     | Dinamo Mosca        |
| -  | Aleksej Verbov      | L     | 31 gennaio 1982   | Lokomotiv-Belogor'e |
| -  | Aleksandr Volkov    | C     | 14 febbraio 1985  | Dinamo Mosca        |
| -  | Pavel Zajcev        | P     | 11 gennaio 1979   | MGTU Mosca          |

## Slovacchia
| N° | Nome                | Ruolo | Data di nascita   | Squadra           |
| -- | ------------------- | ----- | ----------------- | ----------------- |
| -  | Pavel Třešňák       | All   | 3 ottobre 1952    | -                 |
| -  | Pavel Bartík        | C     | 19 marzo 1981     | Cagliari          |
| -  | Martin Benčič       | C     | 10 dicembre 1979  | Paris             |
| -  | Miroslav Ćajan      | S     | 29 febbraio 1976  | České Budějovice  |
| -  | Boris Demeter       | O     | 25 maggio 1982    | VKP Bratislava    |
| -  | Lukáš Diviš         | S     | 20 febbraio 1986  | Brno              |
| -  | Róbert Hupka        | O     | 30 luglio 1981    | Płomień Sosnowiec |
| -  | Jakub Joščak        | C     | 28 settembre 1980 | VKP Bratislava    |
| -  | Tomáš Kmeť          | C     | 1º dicembre 1981  | Gwardia Wrocław   |
| -  | Michal Masný        | P     | 14 agosto 1979    | Odolena Voda      |
| -  | Martin Mikula       | P     | 30 luglio 1979    | Spartak Myjava    |
| -  | Martin Nemec        | O     | 31 luglio 1984    | VKP Bratislava    |
| -  | František Ogurčák   | S     | 24 aprile 1984    | Púchov            |
| -  | Martin Pipa         | L     | 3 settembre 1974  | Paris             |
| -  | Július Sabo         | C     | 21 gennaio 1983   | Tirol             |
| -  | Martin Sopko        | S     | 30 gennaio 1982   | Prešov            |
| -  | Peter Turiansky     | S     | 18 dicembre 1976  | Ostrava           |
| -  | Stanislav Vartovník | S     | 23 febbraio 1978  | Odolena Voda      |
| -  | Martin Vlk          | L     | 9 luglio 1984     | Lokomotíva Zvolen |

## Turchia
| N° | Nome           | Ruolo | Data di nascita   | Squadra         |
| -- | -------------- | ----- | ----------------- | --------------- |
| -  | ?              | All   | -                 | -               |
| -  | Ali Çayır      | O     | 13 settembre 1981 | Halkbank        |
| -  | Hakan Fertelli | C     | 2 febbraio 1975   | Arçelik         |
| -  | Volkan Güç     | O     | 16 luglio 1980    | Arçelik         |
| -  | Burak Hascan   | C     | 1º giugno 1978    | Fenerbahçe      |
| -  | Selçuk Keskin  | P     | 15 gennaio 1982   | Polis Akademisi |
| -  | Hüseyin Koç    | P     | 30 luglio 1979    | Ziraat Bankası  |
| -  | Barış Özdemir  | L     | 25 giugno 1972    | ?               |
| -  | Nuri Şahin     | L     | 1º gennaio 1980   | Arçelik         |
| -  | Sinan Tanık    | S     | 19 giugno 1980    | Polis Akademisi |
| -  | Ahmet Toçoğlu  | O     | 13 marzo 1980     | Arçelik         |
| -  | Emre Toktamış  | S     | 4 ottobre 1979    | ?               |
| -  | Fatih Ulusoy   | C     | 9 aprile 1980     | Ziraat Bankası  |